# And the Horse They Rode In On
And the Horse They Rode In On is het tweede en laatste album van de Amerikaanse rockband Soul Asylum voor A&M Records. Het nummer "We 3" stond ook op de soundtrack van de film Chasing Army.

## Nummers
1. Spinnin' – 2:37
2. Bitter Pill – 2:49
3. Veil of Tears – 4:06
4. Nice Guys (Don't Get Paid) – 4:45
5. Something out of Nothing – 3:15
6. Gullible's Travels – 4:18
7. Brand New Shine – 3:15
8. Easy Street – 3:34
9. Grounded – 3:17
10. Be on Your Way – 3:01
11. We 3 – 4:08
12. All the King's Friends – 3:09